# Tipula macciana
Tipula macciana är en tvåvingeart som beskrevs av Edwards 1928. Tipula macciana ingår i släktet Tipula och familjen storharkrankar. Inga underarter finns listade i Catalogue of Life.